# Scorpio ennedi
Espèce
Scorpio ennedi est une espèce de scorpions de la famille des Scorpionidae.

## Distribution
Cette espèce est endémique du Tchad. Elle se rencontre dans les monts Ennedi.

## Description
La femelle holotype mesure 44,4 mm, 40,2 mm sans le telson.

## Étymologie
Son nom d'espèce lui a été donné en référence au lieu de sa découverte, les monts Ennedi.

## Publication originale
- Lourenço, Duhem & Cloudsley-Thompson, 2012 : « Scorpions from Ennedi, Kapka and Tibesti, the mountains of Chad, with descriptions of nine new species (Scorpiones: Buthidae, Scorpionidae). » Arthropoda Selecta, vol. 21, no 4, p. 307-338 (texte intégral).